# 刘岗遗址
刘岗遗址，是位于中国安徽省合肥市肥东县张集乡刘岗村的一个新石器时代至商周时期古遗址，2001年入选第三批肥东县文物保护单位。
刘岗遗址最早于1996年因发掘出一个玉琮（为安徽省发现之首例）而为省考古机构所知，同年6月再次在当地进行发掘，发现有新石器时代灰炕和房屋遗迹，出土了鹿、猪的兽骨，陶质的鼎、纺轮、豆、盘和高足杯，以及石质的锛、箭镞和磨制砾石等物件。玉琮后被认定为国家一级文物，收藏于安徽博物院。